# سیارک ۹۳۸
سیارک ۹۳۸ (به انگلیسی: 938 Chlosinde، نامگذاری:1920HQ) نهصد و سی و هشتمین سیارک کشف شده‌است که در ۹ سپتامبر ۱۹۲۰ و در هایدلبرگ کشف شد.
قدر مطلق سیارک برابر ۱۰٫۸۰ است.